# Феникс (сазвежђе)
Феникс је мање сазвежђе на јужном небу. Назив је добило по митској птици Феникс. Постоје само две звезде у целом сазвежђу које су светлије од величине 5.0. Alpha Phoenicis која се назива зове Анкаа, од Арапске речи „брод“.
Констелација се протеже од око -39° до -57° деклинације, и од 23.5° до 2.5° ректасцензије. То значи да је обично невидљиво свима који живе северно од 40. меридијана на северној хемисфери, и остаје ниско на небу на северу за оне који живе близу екватора. Лако ја видљив са локација као што су Аустралија и јужна Африка током лета на јужној хемисфери.
У Фениксу је радијант мањег метеорског роја Фенициди који је активан око 5. децембра.